# 集沐乡
集沐乡，是中华人民共和国四川省阿坝藏族羌族自治州金川县下辖的一个乡镇级行政单位。

## 行政区划
集沐乡下辖以下地区：
周山村、雅京村、根扎村和业隆村。